# 背影 (黄涛歌曲)
《背影》是一首歌曲，發佈於2020年2月。歌曲由中國鐵路瀋陽局集團有限公司瀋陽客運段黃濤一人製作，表現COVID-19疫情期间，中铁集团员工堅守崗位的擔當與情懷。